# FNM 180
Le FNM 180/210 (Fénémé 180/210 en portugais)  est la version brésilienne de l'Alfa Romeo Mille produit en Italie entre 1958 et 1965. Après l'arrêt de la production de véhicules industriels lourds par Alfa Romeo V.I., tout l'outillage a été transporté et installé dans l'usine brésilienne FNM. 
L'adaptation de l'Alfa Romeo Mille pour le marché brésilien a duré 2 ans, de 1970 à 1972. Les ingénieurs milanais voulaient que ce modèle puisse, comme cela avait été le cas en Italie, être considéré et reconnu comme un véhicule techniquement avancé et qui devienne la référence sur le marché. Dès 1970, on voyait quotidiennement un camion FNM 180 sur la route Rio-Petropolis transportant toujours le même gros bloc de béton qui, compte tenu de ses dimensions, devait peser 10 à 12 tonnes.
En effet, après avoir « mis de l'ordre dans la maison », comme la direction locale d'Alfa Romeo appelait la période de restructuration de l'entreprise Fábrica Nacional de Motoresle, le nouveau camion FNM 180/210 a révolutionné le marché du poids lourd sud américain avec une cabine d'un confort inégalé pour les chauffeurs et une avancée technique et qualitative qui a marqué les esprits.
Le FNM 180/210 est présenté la première fois à la presse et au public le 9 août 1972 à Rio de Janeiro dans ses versions porteur, camion benne chantier, camion réfrigéré, camion citerne et tracteur de semi-remorques. La commercialisation a débuté le jour même.

## Le FNM 180/210 en synthèse
Doté du moteur Alfa Romeo type 1610/S, un 6 cylindres en ligne de11 050 cm3 de cylindrée, il disposait d'un couple maximum de 67 mdaN à seulement 1 200 tr/min. En 1958, le moteur Alfa Romeo type 1610 qui équipait le camion Alfa Romeo Mille avec conduite à droite dès son lancement a été adapté pour être monté sur le camion FNM D-11000 qui avait la conduite à gauche. Alfa Romeo fabriqua dès 1958 le moteur symétrique du 1610, le 1610/S. Ce moteur a été fabriqué en Italie et importé jusqu'en 1961, puis produit localement par FNM sous licence. En 1966, sa puissance est portée à 175 ch et est renommé 9610/S. Ce moteur va équiper tous les modèles autocars et autobus dérivés du camion FNM D-11000.
Le 29 juillet 1968, le gouvernement brésilien vend sa participation (très majoritaire) dans FNM à Alfa Romeo et ne conservera que 6% du capital. 
En 1972, Alfa Romeo lance le nouveau modèle FNM 180/210, directement dérivé du Mille, qui est disponible en 2 versions :
- FNM 180 équipé du moteur développant 180 ch et d'une boîte de vitesses à 8 rapports,
- FNM 210 de 215 ch avec une boîte à 12 rapports.

Ces deux versions sont proposées en porteur avec 3 empattements : N normal, C court et L long. Ils sont disponibles en transmission 4x2, 6x2 et 6x4, le FNM 210 également en tracteur et 6x6 militaire.
En 1973, Fiat V.I. rachète 43% d'Alfa Romeo Brasil. À partir des MY 1975, le moteur Alfa Romeo est remplacé par le fameux moteur Fiat 8210 de 13 798 cm3 de cylindrée, développant 240 Ch à seulement 1.900 tr/min avec un couple très généreux de 840 N m à 900 tr/min. En 1977, Fiat rachète tout le groupe Alfa Romeo, automobiles et véhicules industriels, Italie et Brésil, les camions FNM 180/210 sont rebaptisés Fiat 180/210 et resteront en production jusqu'en fin d'année 1979.
Conçu pour répondre aux exigences de toutes les missions extrêmes sur les routes brésiliennes, même en tout-terrain, pour des charges de 20 à 45 tonnes, ce camion se taillera une réputation jamais égalée à l'époque de robustesse et de fiabilité. 
La gamme FNM 180 comprenait 5 versions de base :
- 180N - châssis cabine destiné à recevoir une citerne ou un plateau. Empattement 4 260 mm - PTCA : 17 tonnes,
- 180C - châssis cabine à empattement court de 3 480 mm destiné à recevoir une benne ou un plateau pour un usage chantiers, PTCA : 17 tonnes,
- 180L - châssis cabine à empattement long de 5 835 mm destiné à recevoir un plateau ou un ensemble frigorifique, PTCA : 17 tonnes,
- 180N3 - châssis cabine comportant 3 essieux (6x4) avec un empattement de 4. 260 + 1 360 mm, permettant de porter le PTCA à 24 tonnes,
- 180C3 - châssis cabine à empattement court (6x4) de 3 480 + 1 360 mm pour une utilisation chantiers comme porte malaxeurs ou benne, PTCA : 24 tonnes.

La version tracteur FNM 210, spécialement destinée à recevoir des semi-remorques à 3 essieux est dotée d'un moteur développant 215 Ch, homologuée pour un PTRA de 45 tonnes, conformément au code de la route brésilien.
Les Brésiliens ont déclaré que le FNM 180/210 avait été le plus beau des camions jamais construits au Brésil et expliquent l'affection qu'ils ont eu pour ce camion :
- son prix de vente, très compétitif par rapport aux modèles d'importation américains ou Mercedes-Benz locaux,
- sa fiabilité et robustesse, jamais égalées,
- sa facilité d'entretien.

Ce modèle inaugure l'abandon du choix des cabines, pourtant un des avantages liés au constructeur FNM. 1 913 exemplaires seront fabriqués en 1972 et 3 640 en 1974 couvrant ainsi 64 % du marché brésilien de la catégorie.
Le FNM 180 a été fabriqué de 1972 à 1979. De 1972 à 1977, il portait le badge FNM et de 1977 à 1979 le logo FIAT tout en conservant la mécanique Alfa Romeo. La seule différence entre les deux était l'emblème de la marque. En 1979, une petite série de Fiat 180F18 voit le jour, avec une mécanique Alfa Romeo, mais avec une boîte de vitesses à 5 rapports avant au lieu de 4 sur la version 180 normale.

## La seconde série Fiat 190E
À partir de 1973, Fiat V.I. devient actionnaire à hauteur de 43 % de FNM. En 1975, Fiat devient propriétaire de FNM avec 94 % du capital. Prenant la direction de la société, il lance une variante baptisée Fiat 190E dans la gamme 180/210 en conservant la base du tracteur 180/210 mais en remplaçant l'ancien moteur Alfa Romeo 120.50 qui n'avait plus évolué depuis 1964 car le constructeur milanais ne produit plus de camions en Italie, par le moteur Fiat 8210.02 dont la réputation mondiale n'est plus à faire.
En 1977, FNM renommée Fiat Diesel, lance la seconde série du FNM 180 qui sera baptisée Fiat 180S, le FNM 210 deviendra Fiat 210S. On retrouve le même châssis mais toute la partie mécanique proviend des Fiat 619 et 697 italiens. Fiat maintiendra la fabrication de ces modèles jusqu'en 1979.
Ils seront remplacés par la gamme Fiat 190 et 190 Turbo, bien connue en Europe, nommée Fiat 190H.